# Lijst van vergaderlocaties van de Staten-Generaal van de Nederlanden
Dit is een lijst met vergaderlocaties van de Staten-Generaal van de Nederlanden en haar opvolgers. 

## Staten-Generaal van de Nederlanden
| Periode                           | Locatie                      | Stad (gewest)                         | Opmerking |
| --------------------------------- | ---------------------------- | ------------------------------------- | --- |
| 9 januari 1464 - 12 februart 1464 | Stadhuis van Brugge          | Brugge (Vlaanderen)                   | |
| ?                                 |                              | Brussel (Brabant)                     | |
| 28 april 1482                     |                              | Gent (Vlaanderen)                     | Voor de erkenning van het regentschap van Maximiliaan van Oostenrijk                                                                                      |
| januari 1488                      |                              | Brugge (Vlaanderen)                   | Gevangenneming (gijzeling) van Maximiliaan door de Bruggelingen                                                                                           |
| 24 februari 1488                  |                              | Mechelen (Mechelen)                   | Bijeengeroepen namens hertog Filips |
| 1578 - mei 1583                   |                              | Antwerpen (Brabant of Antwerpen)      | Min of meer permanent; Antwerpen was veruit de grootste Nederlandse stad, en zuidelijker woedden de oorlogen van Juan van Oostenrijk en Alexander Farnese |
| 1581 - ?                          |                              | Delft (Holland)                       | |
| ? -                               |                              | Amsterdam (Holland)                   | |
| 1583 -                            |                              | Middelburg (Zeeland)                  | |
| 1587 - 1795                       | Keysershof aan het Binnenhof | 's-Gravenhage (Holland)               | Vanaf 1593 permanente vergaderplaats. |
| ? - ? 1608                        | ??                           | Bergen op Zoom (Brabant of Antwerpen) | Vanwege de onderhandelingen over het Twaalfjarig Bestand                                                                                                  |
| ? - ? 1629                        | ??                           | Utrecht (Utrecht)                     | Dreiging door het Leger van Vlaanderen (Spanjaarden) |
| ?-? 1629                          | Maarten van Rossumhuis       | Bommel (Gelre)                        | Tijdens het beleg der Spanjaarden |
| 23 september 1629                 | ??                           | Vught (Brabant)                       | Eenmalig, bij de overgave van de stad |